# Erik-Gustaf Leksell
Bertil Erik-Gustaf Leksell, född den 13 juni 1906 i Gävle, död den 19 mars 1994 i Kivik, Vitaby församling, Kristianstads län, var en svensk ämbetsman.
Leksell avlade studentexamen i Gävle 1925 och juris kandidatexamen vid Uppsala universitet 1930. Han genomförde tingstjänstgöring i Gästriklands östra domsaga 1931–1933 och tjänstgjorde i Svea hovrätt 1934. Leksell blev tjänsteman vid länsstyrelsen i Västernorrlands län 1935, andre länsbokhållare där 1941, förste länsbokhållare 1943 och extra ordinarie länsassessor 1944. Han var länsassessor i Kristianstads län 1946–1951, taxeringsintendent där 1951–1959 och landskamrerare i Gotlands län 1959–1971. Leksell publicerade uppsatser i skattetidskrifter och som pensionär skrifter med teckningar från Gotland och Österlen. Han blev riddare av Nordstjärneorden 1955 och kommendör av samma orden 1965. Leksell vilar på Vitaby kyrkogård.